# Pterobryella brevi-acuminata
Pterobryella brevi-acuminata là một loài rêu trong họ Pterobryaceae. Loài này được Besch. mô tả khoa học đầu tiên năm 1878.